# Луи I (граф Нёвшателя)

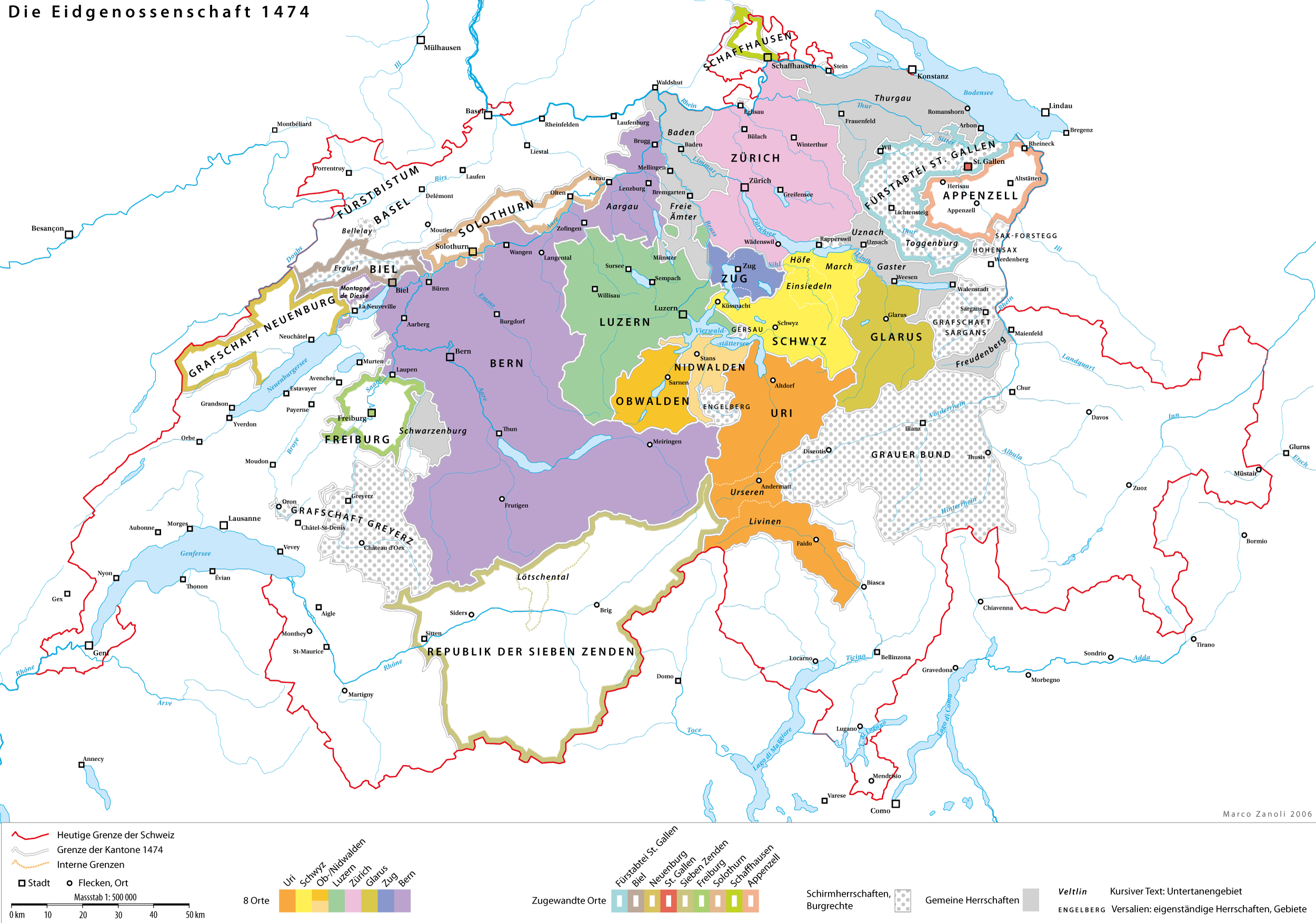
Графство Нёвшатель (Нойенбург) на карте Швейцарии.

Луи I (фр. Louis Ier de Neuchâtel; 2 марта 1305 — 10 июня 1373) — граф Нёвшателя с 1325 года.
Сын Родольфа IV Невшательского и Элеоноры Савойской.

## Биография
С 1325 года соправитель отца, с 1343 года единовластный правитель.
В 1328—1329 году включил в состав графства Невшатель около 10 ранее независимых фьефов, заплатив их сеньорам за принесение оммажа.
В 1341 году вместе со своим родственником Жаном II Невшатель-Валанженским захватил владения Жака де Саванье, умершего бездетным.
В 1343 году после смерти отца выкупил приданое своей сестры Маргариты, графини фон Кибург — сеньории Будри, будевилье и Монтезильон, за 5 тысяч ливров.
В 1347 году получил от императора Карла IV право чеканить золотую и серебряную монету.
В 1351 году вместе с Пьером Невшатель-Арбергским участвовал на стороне Альбрехта II Австрийского в войне с Цюрихом.
В оммаже, который 2 мая 1357 года принёс Жану II де Шалон-Арле, перечислил владения, входившие в состав Невшательского графства: Тиль, Будри, Вомаркю, Вотравер, Рошфор, Валь-де-Рю, Будевилье, барония Нёвшатель, город Кресье, и фьефы вассалов.
Сыновья Луи умерли ещё при его жизни, и он завещал свои владения дочерям — Изабелле и Варенне.

## Семья
Луи с 1323/25 года был женат на Жанне де Монфокон (ум. 1337). От неё дети:
- Жан (1334—1369), сеньор де Вомаркю. Попал в плен к герцогу Бургундии и умер в заключении.
- Изабелла (ум. 1395), графиня Невшателя.

Овдовев, в апреле или мае 1343 года женился на Катерине (ум. 1365/66), дочери Тибо IV де Невшатель-Бургонь и Агнессы фон Герольдсек. От неё дети:
- Луи (20 мая 1344 — 18 ноября 1368). Сразу после рождения получил от Людовика II Савойского, барона де Во (своего дяди) сеньорию Горжье. Сеньор де Вер.
- Родольф (ум. 1354/59).
- Варенна (ум. 1374/76), баронесса дю Ландерон, жена Эгона III Фрайбургского. Их сын Конрад IV фон Фрайбург (1372—1424) в 1395 году унаследовал графство Невшатель.

Незаконнорожденные дети:
- Вотье (ум. 1412), барон де Рошфор и де Верьер.
- Жан (ум. 1412), аббат Иль-де-Сен-Жана.
- Маргарита, дама де Вомаркю.
- Жанна, дама де Валь-де-Травер.